# Nationalorden Nigers

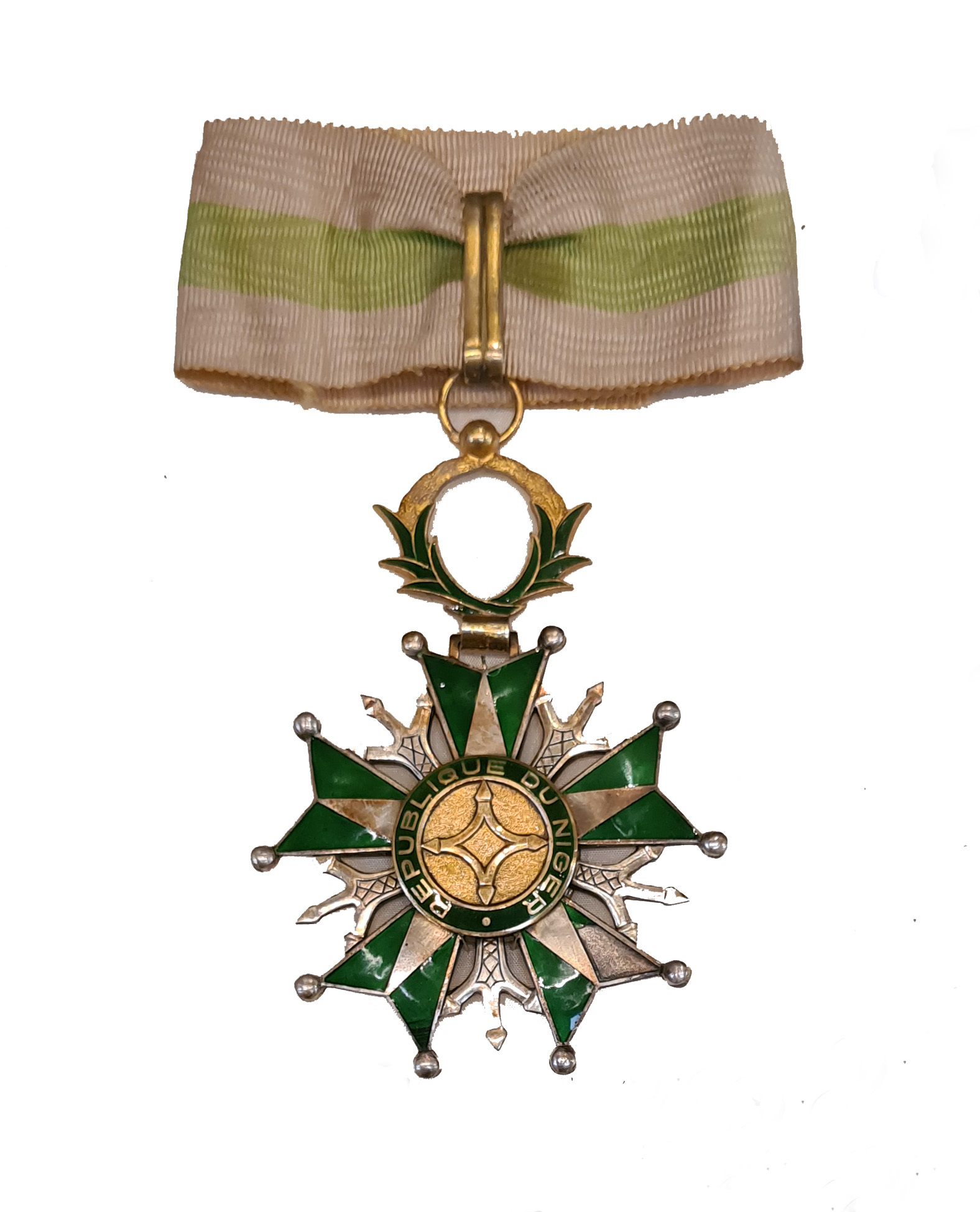
Vorderseite einer Medaille für einen Kommandeur des Nationalordens Nigers aus den 1960er Jahren

Der Nationalorden Nigers (französisch Ordre national du Niger) ist die höchste staatliche Auszeichnung Nigers.

## Zweck, Geschichte und Verleihungspraxis

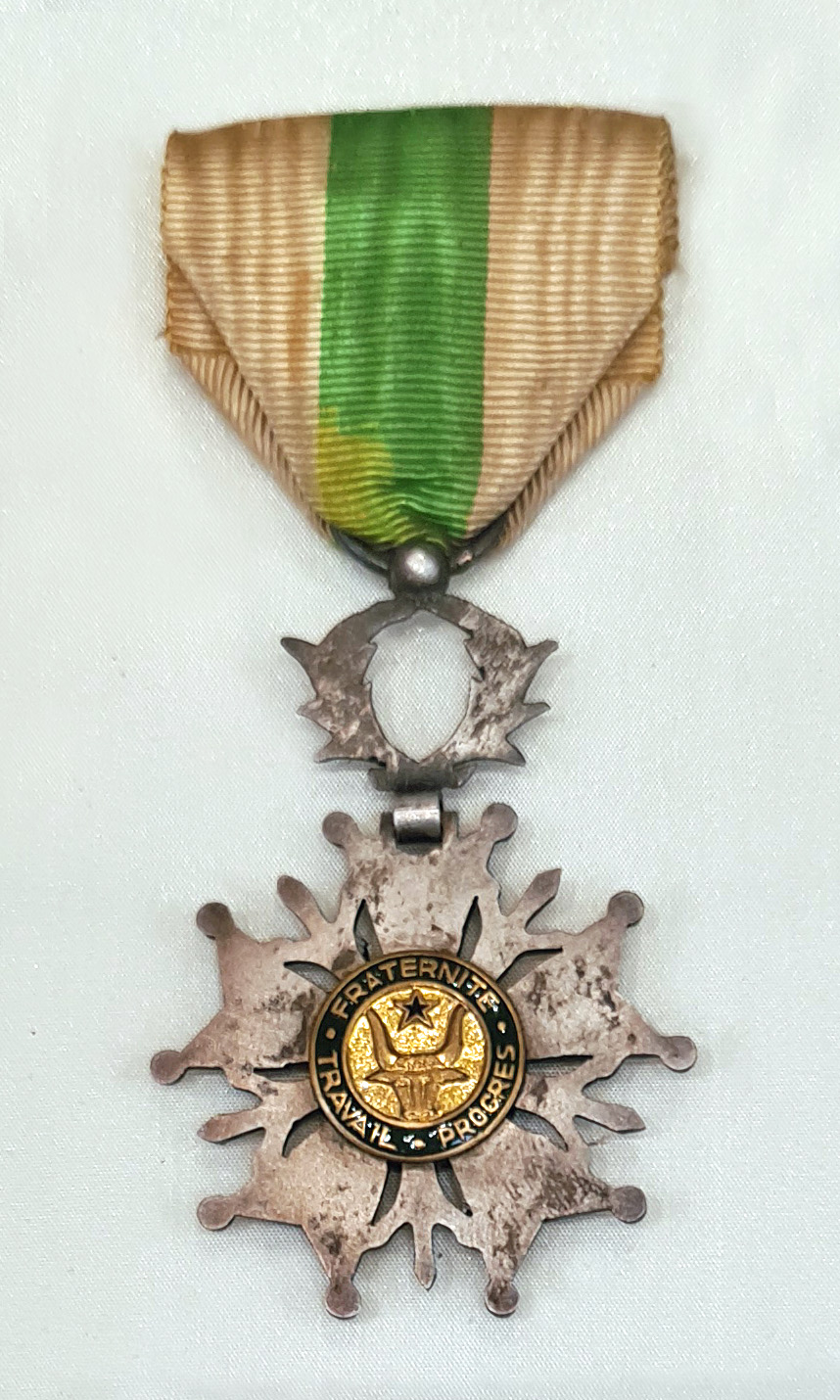
Rückseite einer Medaille für einen Ritter des Nationalordens Nigers aus den 1960er Jahren

Mit dem Nationalorden Nigers sollen außerordentliche Verdienste um die Nation gewürdigt werden. Es handelt sich um die höchste Auszeichnung des Staates. Die Ordensmitglieder werden zu offiziellen Zeremonien eingeladen und sind von den Kosten für einen Krankenhausaufenthalt in einer staatlichen Einrichtung befreit.
Der Nationalorden Nigers wurde am 14. Dezember 1959 durch ein Dekret geschaffen, das durch ein weiteres Dekret vom 5. Juli 1960 modifiziert wurde. Nach der Unabhängigkeit Nigers von Frankreich wurde der Nationalorden mittels eines Dekrets vom 24. Juli 1961 reorganisiert. Seine Verwaltung obliegt dem Großkanzler der Nationalorden.
Für die Empfänger der Auszeichnung gilt ein Mindestalter von 35 Jahren. Sie kann auch an Ausländer sowie posthum vergeben werden. Die Verleihungen finden in der Regel am Nationalfeiertag am 3. August und am Tag der Republik am 18. Dezember durch den Staatspräsidenten in seiner Eigenschaft als Großmeister der Nationalorden statt.

## Ordensstufen
Der Nationalorden Nigers wird in fünf Ordensstufen vergeben, hier in absteigender Reihenfolge:
- Großkreuz (Grand-croix)
- Großoffizier (Grand-officier)
- Kommandeur (Commandeur)
- Offizier (Officier)
- Ritter (Chevalier)[1]

Für die einzelnen Stufen sind jährliche Kontingente festgelegt: bei der Anzahl der Offiziere nicht mehr als 40 % der Anzahl der Ritter, bei der Anzahl der Kommandeure nicht mehr als 40 % der Anzahl der Offiziere, bei der Anzahl der Großoffiziere nicht mehr als 20 % der Anzahl der Kommandeure und bei der Anzahl der Träger des Großkreuzes nicht mehr als 20 % der Großoffiziere.

## Gestaltung und Trageweise
Die Auszeichnung besteht aus einer Medaille am Band, einer Anstecknadel, einer Bandschnalle und einer Urkunde, die vom Staatspräsidenten unterzeichnet und vom Großkanzler gegengezeichnet wurde.
Der Orden ist als fünfzackiger Stern gestaltet, der auf einem zweiten, grün emaillierten Stern mit fünf Doppelzacken liegt. Zwischen den einzelnen Zacken ist der stilisierte Griff eines Dolchs zu sehen. Auf der Vorderseite sind in der Mitte ein von einem grünen Kranz umgebenes stilisiertes Kreuz von Agadez und die umlaufende Inschrift République du Niger (Republik Niger) angebracht. Die Rückseite zeigt in der Mitte die Frontansicht eines Bororo-Stierkopfs und oberhalb dessen einen schwarzen Stern sowie die umlaufende Inschrift Fraternité – Travail – Progrès (Brüderlichkeit – Arbeit – Fortschritt), das Staatsmotto Nigers. Die Bandbefestigung der Medaille weist einen Kranz aus zwei grünen Hirseähren auf.
Die Orden der Stufen Ritter und Offizier werden auf der linken Seite in Brusthöhe, jene der Stufe Kommandeur um den Hals und jene der Stufe Großoffizier unterhalb der rechten Brust zusätzlich zu einem Offizierskreuz getragen. Beim Großkreuz werden die Plakette unterhalb der linken Brust und eine Bandschleife in einer Schlinge um die rechte Schulter angelegt. Für Ritter, Offiziere und Kommandeure gibt es für den Abend eine Miniatur-Ausführung, die auf der Brust getragen wird.

## Bekannte Träger (Auswahl)

### Großkreuz
- Hima Adamou (1936–2017), Journalist, Schauspieler und Dramatiker
- Boukary Adji (1939–2018), Politiker und Bankmanager, Premierminister
- Albert II. (* 1958), Fürst von Monaco
- Idrissa Arouna (* 1926), Offizier, Politiker und Diplomat
- Mahamadou Ibrahim Bagadoma (* 1961), General
- Nouhou Bako (* 1944), Offizier
- Mohamadou Barazé (* 1954), Offizier
- Recep Tayyip Erdoğan (* 1954), Präsident der Türkei
- Yayé Garba (1957–2013), Offizier
- Tchimadem Hadattan Sanady (* 1966), Finanzbeamtin und Politikerin
- Haile Selassie (1892–1975), Kaiser von Abessinien
- Mounkaïla Issa (* 1955), General und Politiker
- Mahamadou Issoufou (* 1952), Politiker, Staatspräsident
- Chékou Koré Lawel (* 1957), General
- Souleymane Ly (1919–1994), Pädagoge und Politiker
- Issoufou Saïdou Djermakoye (1920–2000), Politiker und Diplomat
- Amadou Seyni Maïga (* 1942), Offizier, Politiker und Diplomat
- Boulama Manga (1940–2019), Offizier und Politiker
- Mohammed VI. (* 1963), König von Marokko
- Moussa Moumouni Djermakoye (1944–2017), Offizier und Politiker
- Harouna Niandou (* 1946), Journalist und Politiker
- Brigi Rafini (* 1953), Politiker, Premierminister
- Illa Salifou (* 1932), Diplomat
- Norodom Sihanouk (1922–2012), Staatsoberhaupt von Kambodscha
- Mamadou Diallo Sory (1927–1996), Offizier, Politiker und Diplomat
- Mamadou Tandja (1938–2020), Politiker, Staatspräsident
- Boubacar Toumba (1940–2023), Offizier und Politiker

### Großoffizier
- Rhissa Ag Boula (* 1957), paramilitärischer Anführer und Politiker
- Illias Almahady (* 1944), Offizier
- Marou Amadou (* 1972), Jurist und Politiker
- Mohamed Boucha (1966–2021), Politiker
- Daddy Gaoh (1906–1973), Politiker
- Seyni Garba (* 1953), Offizier und Diplomat
- Boubou Hama (1906–1982), Politiker und Intellektueller
- Ouhoumoudou Mahamadou (* 1954), Politiker, Premierminister
- Youssoufa Maïga (* 1943), General, Politiker und Diplomat
- Mamadou Ousseini (* 1953), General
- Sani Souna Sido (1931–1977), Offizier und Politiker
- Salou Souleymane (* 1953), General
- Abdourahamane Tiani (* 1964), General, Staatschef
- Moussa Tondi (* 1928), Offizier und Politiker
- François-Robert Wright (* 1945), Offizier
- Ibrahim Yacouba (* 1971), Politiker

### Kommandeur
- Dandi Abarchi (* 1942), Offizier, Politiker und Diplomat
- Hamid Algabid (* 1941), Politiker, Premierminister
- Bagnou Beido (1939–1994), Offizier und Politiker
- Moumouni Boureima (* 1952), General, Politiker und Diplomat
- Abdou Gaoh (1922–1992), Politiker
- Amadou Gaoh (1925–2015), Politiker
- Jean-Louis Georgelin (1948–2023), General
- Torda Haïnikoye (1942–2008), Offizier und Politiker
- Amadou Hassane (* 1931), Politiker und Gewerkschafter
- Abdou Sidikou Issa (* 1964), General und Diplomat
- Oumani Kadi (1931–2013), Politiker
- Rakiatou Kaffa-Jackou (* 1965), Luftfahrtexpertin und Politikerin
- Aïchatou Boulama Kané (* 1955), Politikerin
- Mahamadou Karidio (* 1953), Politiker
- Sidi Koutoubi (* um 1938), Offizier und Politiker
- Issaka Labo Bouché (* 1952), Offizier
- Ramtane Lamamra (* 1952), Politiker
- Yansambou Maïga Diamballa (1910–1976), Politiker
- Hassoumi Massoudou (* 1957), Politiker
- Adamou Mayaki (1919–2003), Politiker und Diplomat
- Lambert Messan (1940–2013), Diplomat
- Abdou Moumouni (1929–1991), Physiker
- Adamou Moumouni Djermakoye (1939–2009), Offizier, Politiker und Diplomat
- Ibrahim Nomao (* 1963), Politiker und Manager
- Ousmane Issoufou Oubandawaki (* 1948), Manager und Politiker
- Amadou Ousmane (1948–2018), Journalist und Schriftsteller
- Boukary Sabo (1924–2022), Politiker
- Yahouza Sadissou (* 1966), Journalist und Politiker
- Abdoul Ramane Seydou (* 1949), Offizier und Politiker
- Ali Sirfi (* 1955), Rechtsanwalt und Politiker
- Soumana Zanguina (1960–2020), Offizier

### Offizier
- Barkiré Alidou (* 1925), Politiker
- Moussa Bayéré (1939–1976), Offizier und Politiker
- René Delanne (1914–1995), Gewerkschafter und Politiker
- Amadou Diado (* 1940), Journalist
- Amadou Diallo (* 1963), Offizier und Politiker
- Amadou Issaka (1924–2004), Politiker
- Ibra Kabo (1921–2003), Politiker und Diplomat
- Léopold Kaziendé (1910–1999), Politiker
- Mamoudou Maïdah (1924–2005), Lehrer und Politiker
- Ahmed Mohamed (* 1955), Offizier und Politiker
- Abdoulaye Mounkaïla (* 1955), Offizier
- Hamadou Moussa Gros (* 1953), Offizier und Politiker
- Mallam Oubandawaki (1945–2004), Offizier und Politiker
- Daouda Malam Wanké (1954–2004), Offizier, Staatschef

### Ritter
- Yazi Dogo (* 1942), Schauspieler, Dramatiker und Theaterleiter
- Mahamadou Halilou Sabbo (1937–2006), Politiker und Schriftsteller
- Marcel Inné (1934–2001), Lehrer und Politiker
- Souleymane Issakou (* 1964), Diplomat
- Soumana Kalkoye (* 1966), Offizier
- Salifou Mody (* 1962), General und Diplomat
- Hamani Saliah (1964–2008), Offizier
- Pierre Vidal (1906–1967), Unternehmer und Politiker
- Achirou Wagé (* 1963), Theaterregisseur und Dramatiker